# Шерхант, Дерри
Дерри Лионель Шерхант (нем. Derry Lionel Scherhant; род. 10 ноября 2002, Берлин) — немецкий футболист, вингер клуба «Фрайбург».

## Клубная карьера
Шерхант — воспитанник клубов «Виктория», «Теннис Боруссия Берлин», «Берлинер» и берлинской «Герты». В 2021 году игрок дебютировал за дублирующий состав последних. 13 августа 2022 года в матче против франкфуртского «Айнтрахта» он дебютировал в Бундеслиге. 2 декабря в поединке против мёнхенгладбахской «Боруссии» Дерри забил свой первый гол за «Герту». По итогам сезона клуб вылетел во Вторую Бундеслигу, но игрок остался в команде.
Летом 2025 года Шерхант перешёл во «Фрайбург». Сумма трансфера составила 2 млн евро.